# 青森県道204号相馬常盤野線
青森県道204号相馬常盤野線（あおもりけんどう204ごう そうまときわのせん）は、青森県弘前市相馬から中津軽郡西目屋村を経由し、弘前市百沢に至る一般県道である。

## 概要
弘前市相馬の青森県道129号関ケ平五代線交点から概ね西方向・西目屋村中心部に向かって進み、青森県道28号岩崎西目屋弘前線と分岐し、岩木山総合公園付近の青森県道3号弘前岳鰺ケ沢線交点に至る。

### 路線データ
- 起点：弘前市大字相馬[1]
- 終点：弘前市大字常盤野[1]
- 重要な系価値：中津軽郡西目屋村

## 歴史
- 1974年（昭和49年）3月30日 - 県道に認定される[1]。

## 路線状況

### 重複区間
- 青森県道28号岩崎西目屋弘前線 : 中津軽郡西目屋村田代・地内

### 冬期通行止め
- 弘前市沢田 - 西目屋村名坪平（12月上旬 - 5月中旬）

## 地理

### 交差する道路
- 青森県道129号関ケ平五代線（弘前市大字相馬、起点）
- 青森県道28号岩崎西目屋弘前線（中津軽郡西目屋村田代）
- 青森県道3号弘前岳鰺ケ沢線（弘前市大字常盤野、終点）

### 沿線の施設
- 一丁木簡易郵便局
- JA相馬村 本所
- 西目屋村立西目屋中学校
- 西目屋村立西目屋小学校
- 弘前地区消防事務組合 弘前消防署目屋分署
- JAつがる弘前 目屋支店
- 西目屋村役場
- 大白温泉
- 岩木山総合公園